# Борщовцы
Борщовцы — деревня в Верещагинском районе Пермского края. Входит в состав Верещагинского городского поселения.

## Географическое положение
Деревня расположена примерно в 2,5 км к югу от административного центра поселения, города Верещагино.

## Население
| 2010 |
| ---- |
| 68   |

## Топографические карты
- Лист карты O-40-62 Верещагино. Масштаб: 1 : 100 000. Издание 1962 г.